# Barbus treurensis
Barbus treurensis är en fiskart som beskrevs av Groenewald, 1958. Barbus treurensis ingår i släktet Barbus och familjen karpfiskar. IUCN kategoriserar arten globalt som starkt hotad. Inga underarter finns listade.